# Garcinia kola
Garcinia kola är en tvåhjärtbladig växtart som beskrevs av Édouard Marie Heckel. Garcinia kola ingår i släktet Garcinia och familjen Clusiaceae. IUCN kategoriserar arten globalt som sårbar. Inga underarter finns listade i Catalogue of Life.

## Bildgalleri

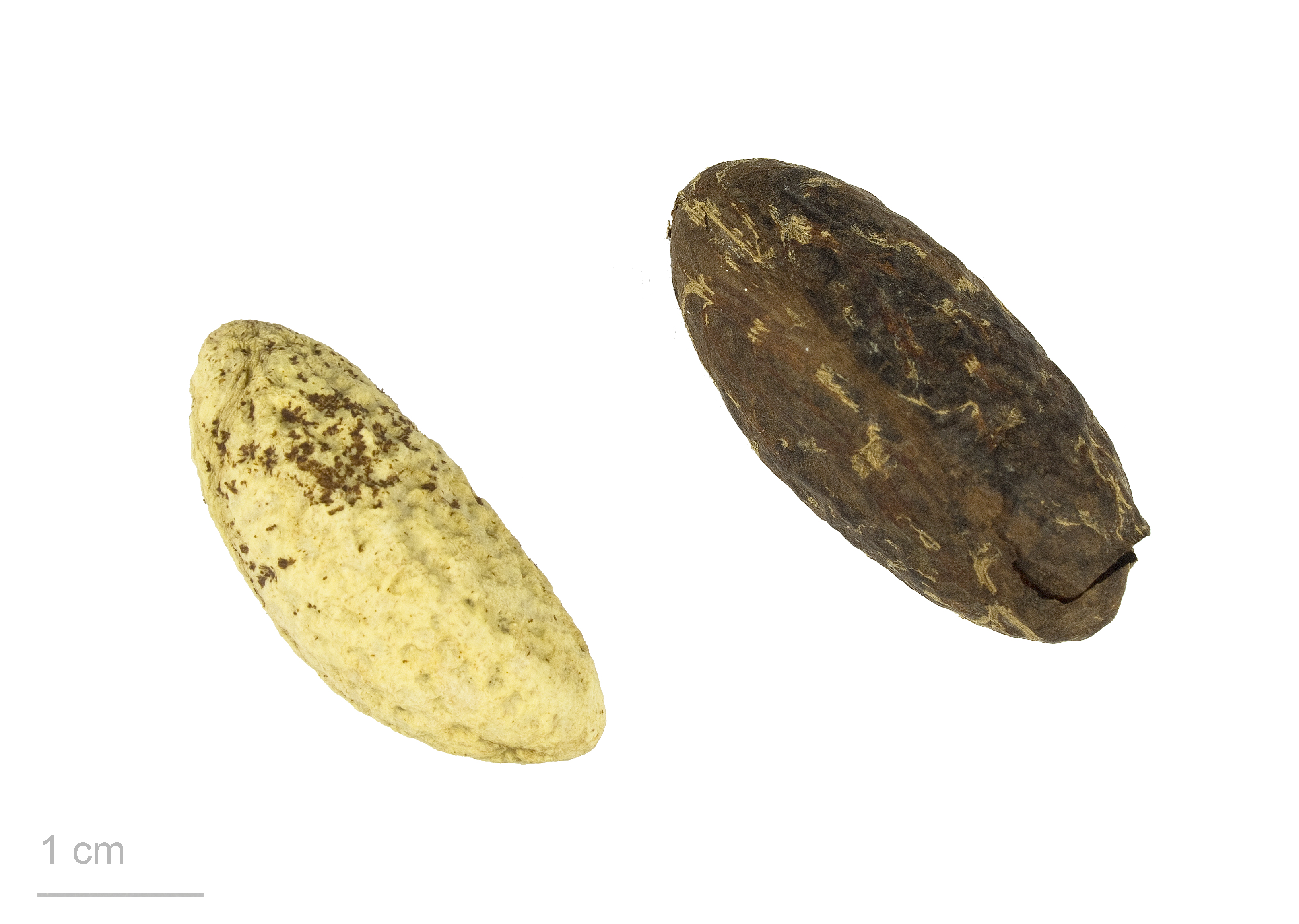